# モンゴル国の医療
モンゴル国の医療（モンゴルこくのいりょう）では、東アジアの国、モンゴル国の医療について解説する。

## 解説
社会主義時代より、モンゴルの医師1人あたりの患者数は、日本の医師1人あたりの患者数に遜色のない数字を誇っていた。現在でも、風邪程度の病気であれば、都市部ではロシア製の薬品が容易に入手できる。
しかし、モンゴルの医師は、ソ連や東ヨーロッパで、高度の医学教育を受けていながら、難しい病気には対応できない。医療物資が不足しているからである。現在モンゴルでは、大人の場合は結核、子どもの場合は脱毛症やものもらいなどの感染性皮膚病を多く見るが、日本の医師によれば抗生物質があれば簡単に治せる病気だそうである。
モンゴルでは、赤ん坊でも火傷痕のある者が多い。寒い冬の暖房で火傷をする機会が多く、火傷をしても充分な治療が受けられないためである。
在留邦人がモンゴルで発病した場合、ウランバートル駐在日本大使館の医務官や、韓国人医師やJICAから派遣された日本人看護婦のいる国立第2病院で治療を受けることが多いが、入院・手術・長期の経過観察が必要な場合は、帰国を奨められる。
在日モンゴル人は、外国人登録が完了していれば、日本の国民健康保険に加入できるが、モンゴルでは健康保険は自国民のみを対象にしている。従って、日本人がモンゴルに滞在する場合には、民間の傷害保険に頼らざるを得ない。
モンゴルで救急救命が必要になった場合には、北京に搬送されることが多いが、低所得のモンゴル国民はそれも叶わず、怪しげな売薬に頼る場合も多い。